# Comuna Biești, Orhei
Comuna Biești este o comună din raionul Orhei, Republica Moldova. Este formată din satele Biești (sat-reședință), Cihoreni și Slobozia-Hodorogea.

## Demografie
Conform datelor recensământului din 2014, comuna are o populație de 2.287 de locuitori. La recensământul din 2004 erau 3.037 de locuitori.

## Administrație și politică
Componența Consiliului local Biești (11 consilieri), ales la 5 noiembrie 2023, este următoarea:
|  | Partid                                            | Consilieri | Componență | Componență | Componență | Componență |
|  | ------------------------------------------------- | ---------- | ---------- | ---------- | ---------- | ---------- |
|  | Partidul Dezvoltării și Consolidării Moldovei     | 4          |            |            |            |            |
|  | Partidul „Renaștere”                              | 4          |            |            |            |            |
|  | Partidul Liberal                                  | 2          |            |            |            |            |
|  | Alianța Liberalilor și Democraților pentru Europa | 1          |            |            |            |            |

## Personalități născute aici
- Stela Popescu (1935 - 2017), actriță română.